# سلاح غير قاتل

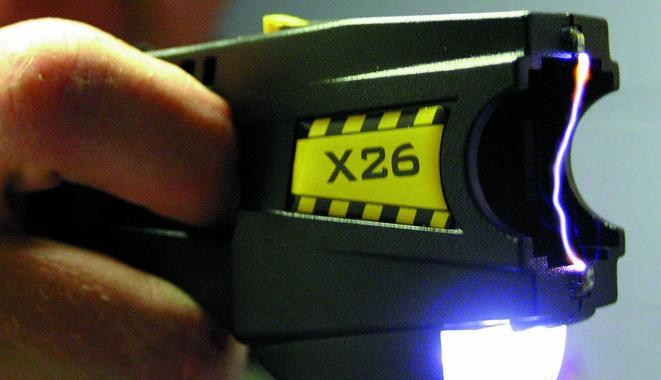
مسدس كهربائي

الأسلحة الغير قاتلة، وأيضاً تدعى بالأسلحة الأقل قتلاً. هو اسم يجمع الأسلحة التي الهدف منها ليس القتل، على سبيل المثال الرصاص المطاطي، قنبلة الصدمة اليدوية، الغاز المسيل للدموع ورشاش الفلفل . هذا النوع من الأسلحة يستخدم غالباً من قِبل عناصر الشرطة خلال أحداث الشغب والحالات المشابهة، حيث يكون العنف القاتل ممنوعاً. 
من بين الأسلحة الجديدة الأقل قتلاً والتي تُدْرَس حالياً يوجد سلاح الليزر، الأسلحة تحت الصوتية، سلاح الدوامة و سلاح طاقة موجهة.

## معرض صور

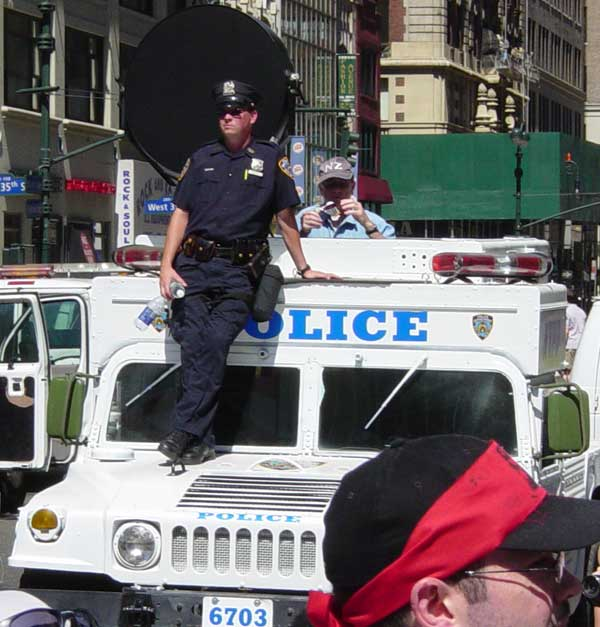
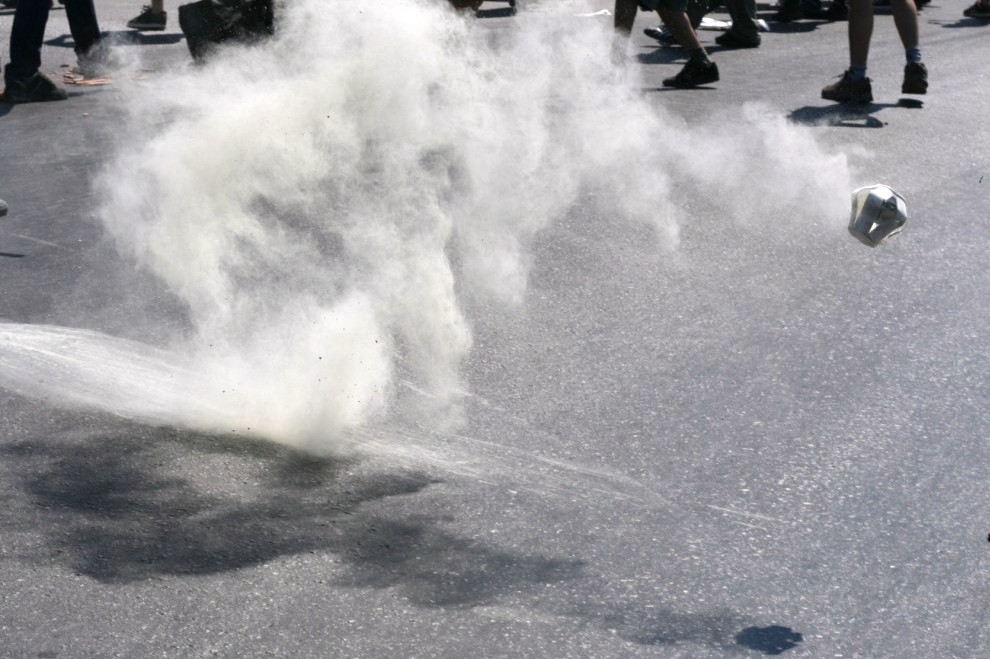
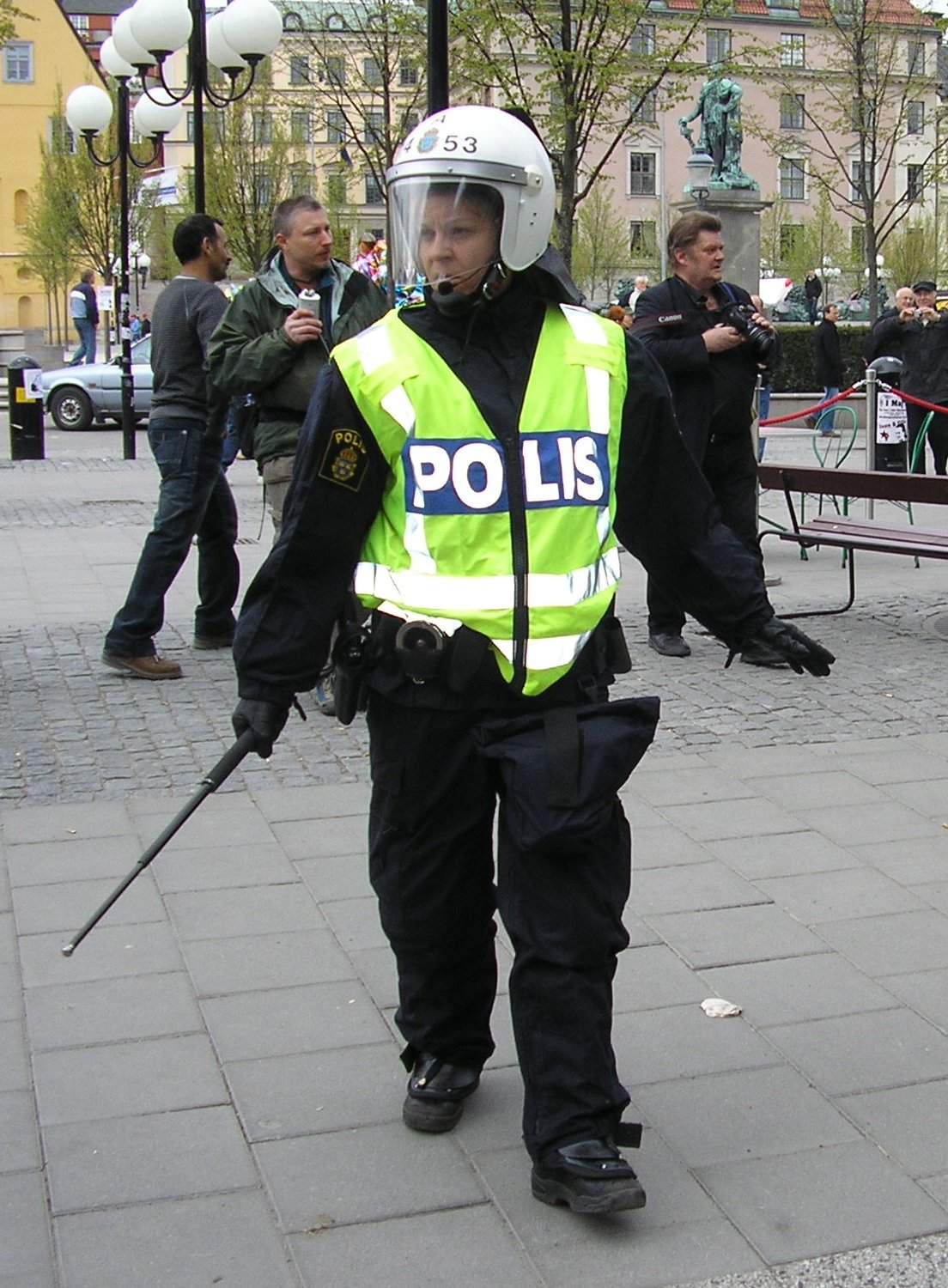
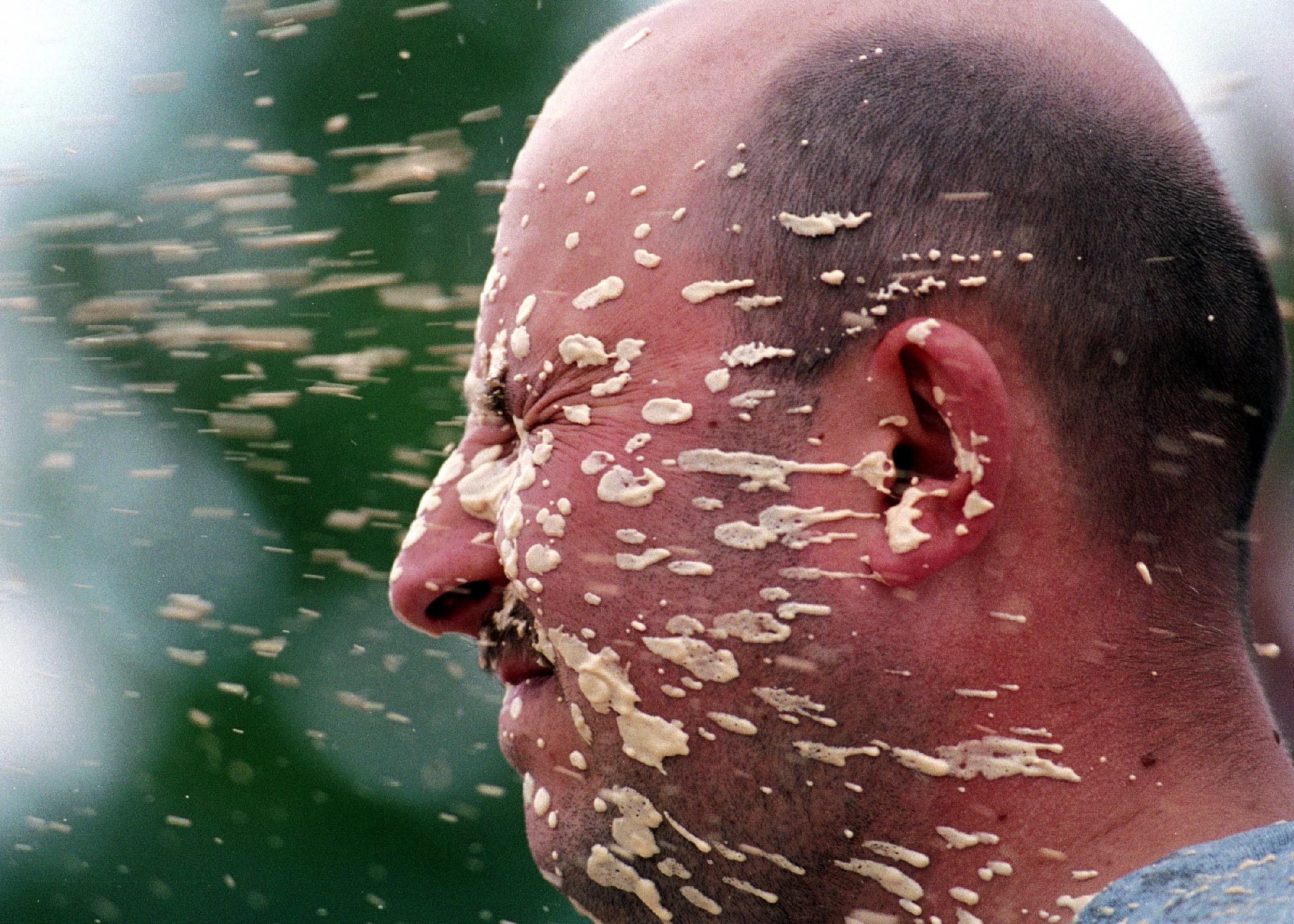